# Douglas Lewis
Douglas Toliver Lewis  (ur. 6 sierpnia 1898 w Toronto, zm. 19 lutego 1981 w Los Angeles) – kanadyjski bokser.
Lewis brał udział na Igrzyskach Olimpijskich w 1924 roku, gdzie uczestniczył w zawodach wagi półśredniej. Zdobył wówczas brązowy medal.
W pierwszej rundzie zawodów pokonał Edvarda Hultgrena. W kolejnej rundzie wygrał z Giuseppe Oldanim. W ćwierćfinałach Lewis pokonał Hugh Haggerty’ego, w półfinałach przegrał z późniejszym złotym medalistą – Jeanem Delarge’em. W walce o brązowy medal wygrał z Patrickiem Dwyerem.